# Тентюрье, Жорж
Жорж Шарль Арман Тентюрье (фр. Georges Charles Armand Tainturier; 20 мая 1890 — 7 декабря 1944) — французский военный, фехтовальщик-шпажист, олимпийский чемпион и чемпион мира.

## Биография
Родился в 1890 году в Ла-Кот-Сент-Андре. В момент начала Первой мировой войны был сержантом резерва пехоты, закончил войну офицером драгунов. Имел ранение от германского пулемётного огня, был награждён Военным крестом, стал кавалером Ордена Почётного легиона.
В 1923 году стал чемпионом Франции в фехтовании на шпагах. В 1924 году стал чемпионом Олимпийских игр в Париже. В 1926 году выиграл Международное первенство по фехтованию в Остенде (в 1937 году это первенство было задним числом признано чемпионатом мира). В 1932 году на Олимпийских играх в Лос-Анджелесе стал обладателем золотой медали.
После поражения Франции во Второй мировой войне присоединился к французскому Сопротивлению. Был арестован гестапо, отправлен в Германию и приговорён к смерти.
В настоящее время в честь Жоржа Тентюрье назван фехтовальный клуб в Компьене.